# Bernard Schmetz
Ne pas confondre avec Bernard Schmeltz, haut fonctionnaire et préfet français.

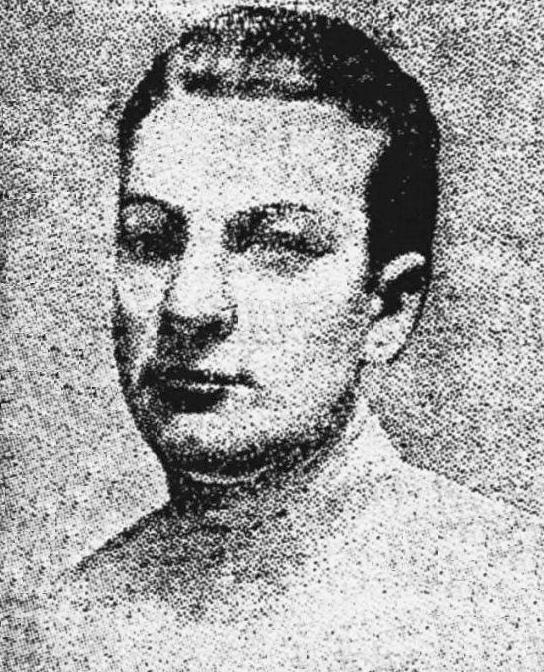
Bernard Schmetz en 1937.

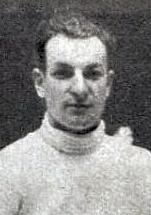
Bernard Schmetz en 1932 (Los Angeles).

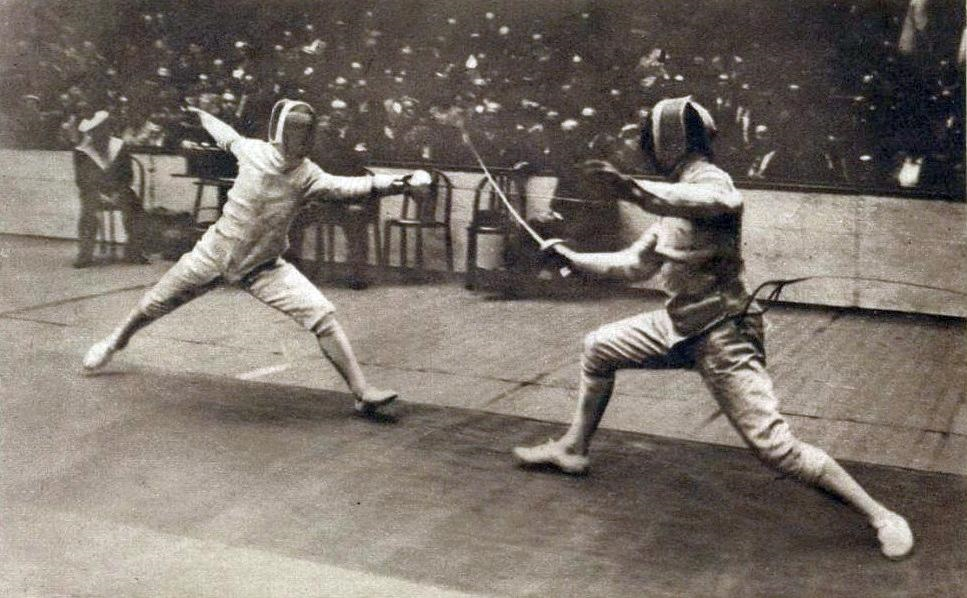
Bernard Schmetz (à D.), champion du monde à l'épée en 1937 face à l'italien Edouard Mangiarotti, gaucher de 19 ans.

Bernard Schmetz, né le 21 mars 1904 à Orléans et mort le 11 juin 1966 dans le 15e arrondissement de Paris, est un escrimeur français. Membre de l'équipe de France d'épée, il est à plusieurs reprises médaillé lors des Jeux olympiques et des Championnats du monde.

## Biographie
Il commence ses activités sportives en âge scolaire par la natation et le plongeon, à Orléans. Puis il s'oriente un temps vers le tennis.
Sa famille établie à Paris en 1923, il s'oriente définitivement vers l'escrime, ayant pour Maître M. Bouché, et devient international en 1926.
En 1937, il est déjà trois fois Champion de France et de Paris à l'épée.
À la fin des années 1930, il est le directeur d'un bureau de tourisme à Paris.

## Palmarès

### Jeux olympiques
- Médaille d'or à l'épée par équipe aux Jeux olympiques d'été de 1932
- Médaille d'argent à l'épée par équipe aux Jeux olympiques d'été de 1928
- Médaille de bronze à l'épée par équipe aux Jeux olympiques d'été de 1936

### Championnats du monde
- Médaille d'or à l'épée individuelle en 1937
- Médaille d'or à l'épée par équipe en 1938
- Médaille d'argent à l'épée en 1931
- Médaille d'argent à l'épée par équipe en 1931
- Médaille d'argent à l'épée par équipe en 1933
- Médaille d'argent à l'épée par équipe en 1937
- Médaille de bronze à l'épée en 1933
- Médaille de bronze à l'épée en 1938
- Médaille de bronze à l'épée par équipe en 1930

## Distinction
- Grand Prix de la Presse Sportive 1938